# اوله شلایف
اوله میکولایوویچ شلایف (اوکراینی: Олег Миколайович Шелаєв؛ زادهٔ ۵ نوامبر ۱۹۷۶) یک بازیکن فوتبال اهل اوکراین است.
وی همچنین در تیم ملی فوتبال اوکراین بازی کرده‌است.